# Фаврсков (коммуна)
Фаврсков (дат. Favrskov Kommune) — датская коммуна в составе области Центральная Ютландия. Площадь — 540,86 км², что составляет 1,25 % от площади Дании без Гренландии и Фарерских островов. Численность населения на 1 января 2008 года — 45604 чел. (мужчины — 22982, женщины — 22622; иностранные граждане — 1132).

## История
Коммуна была образована в 2007 году из следующих коммун:
- Хадстен (Hadsten)
- Хиннеруп (Hinnerup)
- Хаммель (Hammel)
- Ворслев (Hvorslev)
- Ланго (Langå)

## Железнодорожные станции
- Хадстен (Hadsten)
- Хиннеруп (Hinnerup)
- Ульструп (Ulstrup)

## Известные уроженцы
- Нильс Борринг (дат. Nils Borring), датский политик, мэр коммуны Фаврсков.